# John Lewis (muzyk)
John Aaron Lewis (ur. 3 maja 1920 w La Grange w stanie Illinois, zm. 29 marca 2001 w Nowym Jorku) – amerykański pianista jazzowy i kompozytor. Znany ze współpracy z takimi muzykami jak Dizzy Gillespie, Charlie Parker, Illinois Jacquet, Miles Davis, czy Lester Young.
W 1951 razem z Miltem Jacksonem, Kennym Clarkiem i Rayem Brownem utworzył zespół The Milt Jackson Quartet. Kiedy kontrabasistę Browna zastąpił Percy Heath, a perkusistę Clarke'a – Connie Kay, powstał jeden z najbardziej znanych składów jazzowych w historii: Modern Jazz Quartet. Lewis był jego kierownikiem muzycznym i pianistą do czasu rozwiązania zespołu w 1974 (z powodu odejścia Jacksona) i ponownie po jego reorganizacji w 1981.
Był także wykładowcą i kompozytorem muzyki filmowej. Laureat NEA Jazz Masters Award 2001. Zmarł na skutek raka prostaty po długotrwałych zmaganiach z chorobą.